# 아멜리 도를레앙
아멜리 도를레앙(프랑스어: Amélie d'Orléans, 포르투갈어: Amélia de Orleães 아멜리아 드 오를레앙이스[*], 1865년 9월 28일 ~ 1951년 10월 25일)은 포르투갈의 카를루스 국왕의 왕비이다. 프랑스 오를레앙가 출신이다.
1886년 5월 22일 포르투갈의 카를루스 국왕과 결혼했다. 1908년 2월 1일에는 카를루스 국왕과 장남 루이스 필리프 드 포르투갈 왕세자가 암살당했다. 이를 계기로 차남인 마누엘 2세가 포르투갈의 국왕으로 즉위하게 된다. 1910년 10월 5일 포르투갈에서 공화정 혁명(1910년 10월 5일 혁명)이 일어나면서 마누엘 2세가 퇴위하게 되자 아멜리도 해외로 망명하게 된다.

## 자녀
| 사진 | 이름                             | 생일             | 사망                  | 기타                               |
| ---- | -------------------------------- | ---------------- | --------------------- | ---------------------------------- |
|      | 루이스 필리프 드 포르투갈 왕세자 | 1887년 3월 21일  | 1908년 2월 1일 (20세) | 미혼. 피살.                        |
|      | 마리아 아나                      | 1887년 12월 14일 | 1887년 12월 14일      | 요절.                              |
|      | 마누엘 2세                       | 1889년 11월 15일 | 1932년 7월 2일 (42세) | 포르투갈의 마지막 국왕. 자녀 없음. |